# Las mañanitas

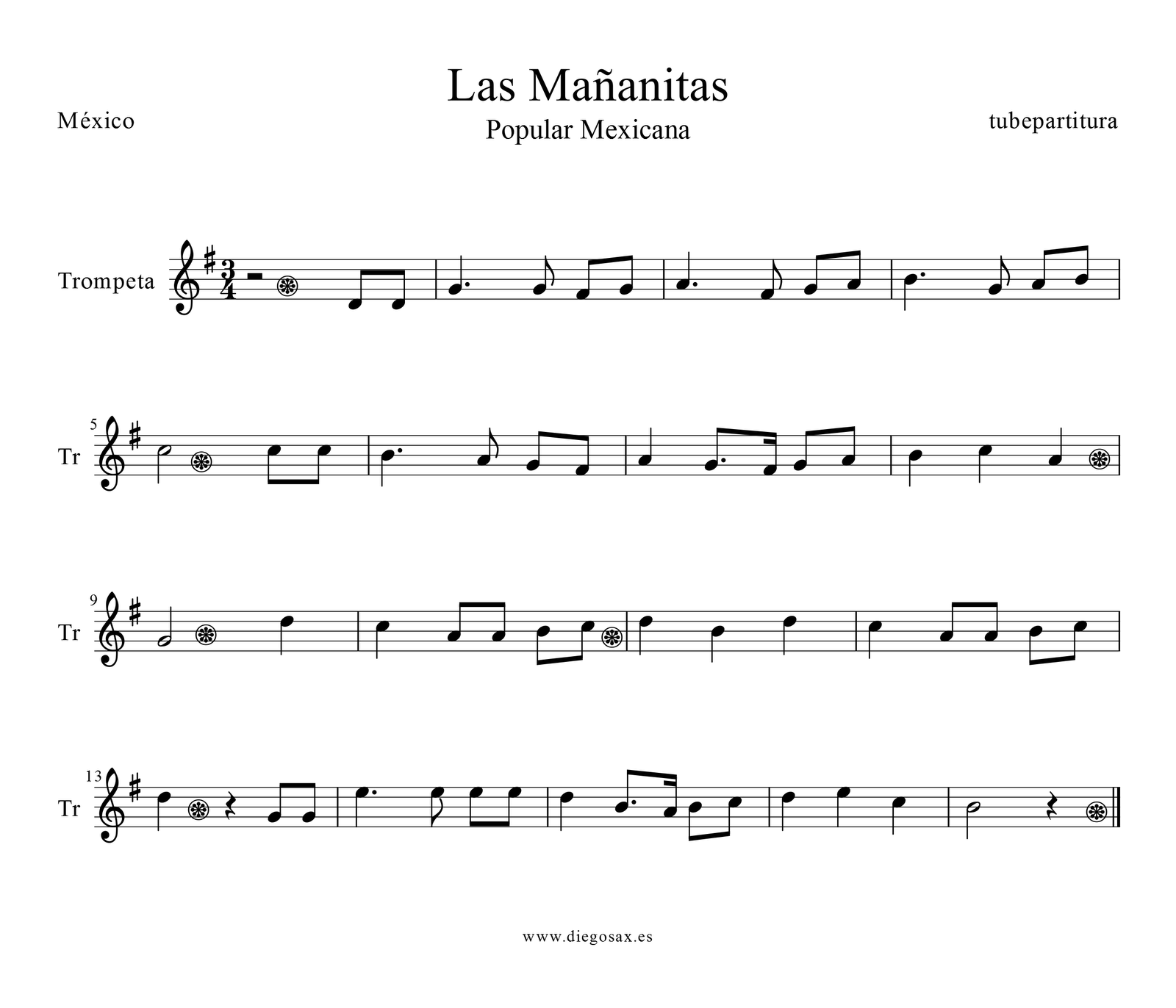
Partitura de Las mañanitas.

«Las mañanitas» es una canción tradicional de cumpleaños de origen mexicano.
La Real Academia Española define «mañanitas» como “composición musical mexicana, en compás de tres por cuatro, que se le canta a alguien con ocasión de su cumpleaños”.
Las mañanitas es una canción que se canta en México para festejar a una persona que cumple años, generalmente antes de partir el pastel. La influencia de México ha ocasionado que en otros países de América también se cante en los cumpleaños. 
Las mañanitas eran diferentes en cada región de México y constituían un género dentro del llamado "cancionero tradicional mexicano" que se caracterizaba por el saludo a la madrugada y podía ser de origen religioso o profano. Fue el compositor Alfonso Esparza Oteo quien realizó el arreglo definitivo como lo conocemos actualmente, hace poco se descubrieron los documentos que lo avalan [Falta fuente].
En México, las versiones más populares son las interpretadas por Pedro Infante, y las de mariachi, sin embargo, al ser parte de la tradición oral mexicana, existen infinidad de ritmos y estilos, por ejemplo una versión interpretada por el músico inglés Roger Waters en vivo que mezcla la letra de la canción con la melodía del éxito de Pink Floyd "The Wall", la cual a su vez fue tomada de grupo humorístico mexicano llamado Los chicharrines que parodian a la banda británica bajo el nombre "Grupo Cha Moy".

## Letra
Estas son las mañanitas 
que cantaba el rey David
hoy por ser día de tu santo,
te las cantamos a ti.
Despierta, mi bien, despierta,
mira que ya amaneció,
ya los pajaritos cantan,
Y la luna ya se metió.
Qué linda está la mañana
en que vengo a saludarte
venimos todos con gusto
y placer a felicitarte.
El día en que tu naciste, 
nacieron todas las flores,
y en la pila del bautismo, 
cantaron los ruiseñores.
Ya viene amaneciendo, 
ya la luz del día nos dio.
Levántate de mañana, 
mira que ya amaneció.

Quisiera ser un San Juan,
quisiera ser un San Pedro
y venirte a saludar
con la música del cielo.
Si yo pudiera bajarte,
las estrellas y un lucero
para poder demostrarte
lo mucho que yo te quiero.

Con jazmines y flores
este día quiero adornar.
Hoy por ser día de tu santo
te venimos a cantar.

## Principales intérpretes
- Jorge Negrete
- Pedro Infante
- Javier Solís
- José Alfredo Jiménez
- Vicente Fernández
- Cepillín
- Alejandro Fernández
- Pedro Fernández
- Ana Gabriel
- Chabelo
- Las Ardillitas de Lalo Guerrero
- Lalo Mora
- Banda Machos